# Atropa belladonna
La belladonna (Atropa belladonna L.) è una pianta angiosperma dicotiledone della famiglia delle Solanacee.

## Etimologia
Il nome del genere deriva dai suoi potenziali effetti letali. Atropo era infatti il nome (in greco: Ἄτροπος, cioè in nessun modo, l'immutabile, l'inevitabile) di una delle tre Moire che, nella mitologia greca, taglia il filo della vita, ciò a ricordare che l'ingestione delle bacche di questa pianta causa la morte.
L'epiteto specifico belladonna fa riferimento a una pratica che risale al Rinascimento: le dame la usavano come collirio per fare sembrare gli occhi più grandi e luminosi grazie all'effetto di dilatazione della pupilla . L'effetto detto midriasi è dovuto all'atropina, che agisce direttamente sul sistema nervoso simpatico.

## Descrizione

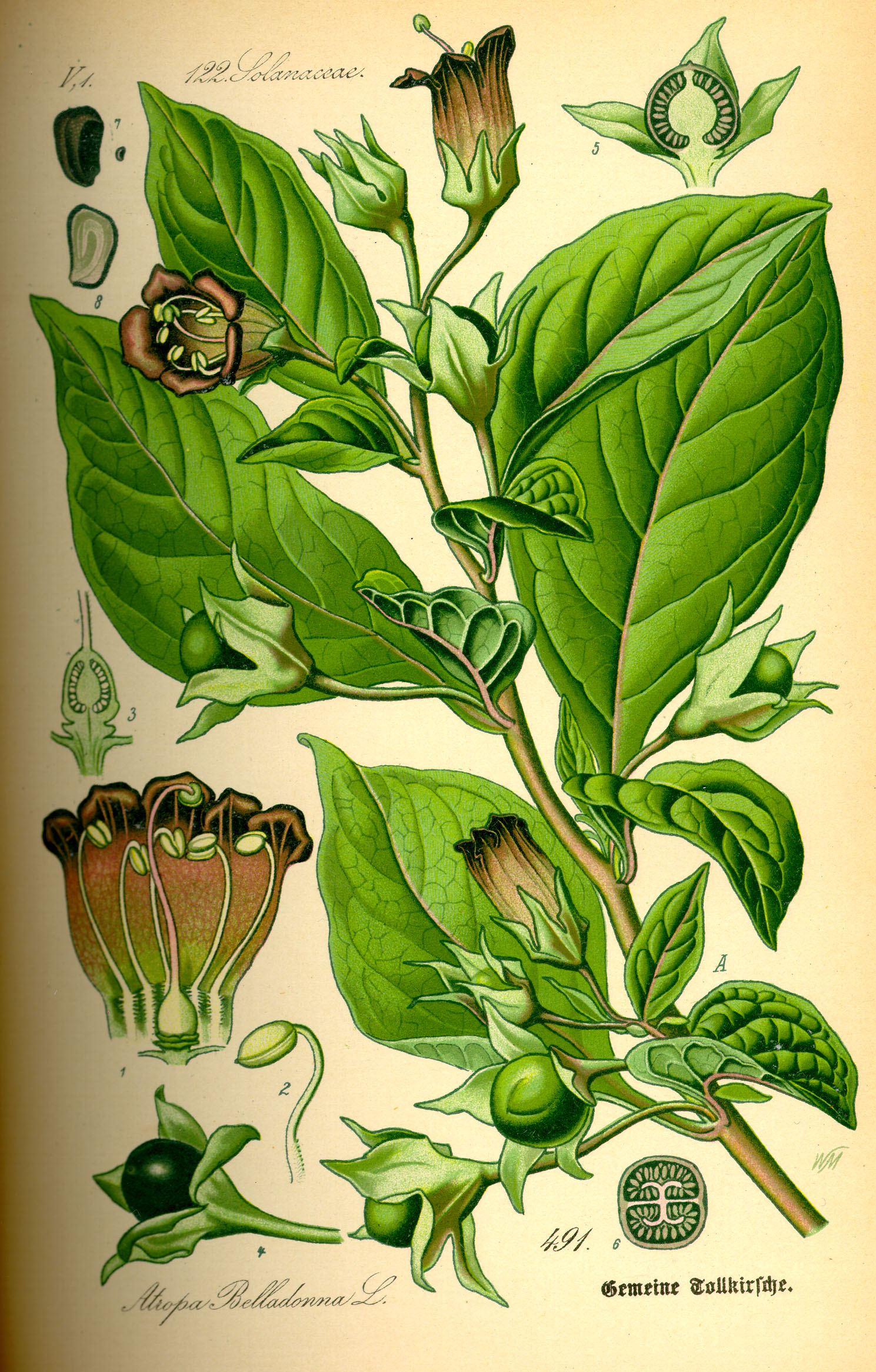
Tavola botanica da Flora tedesca

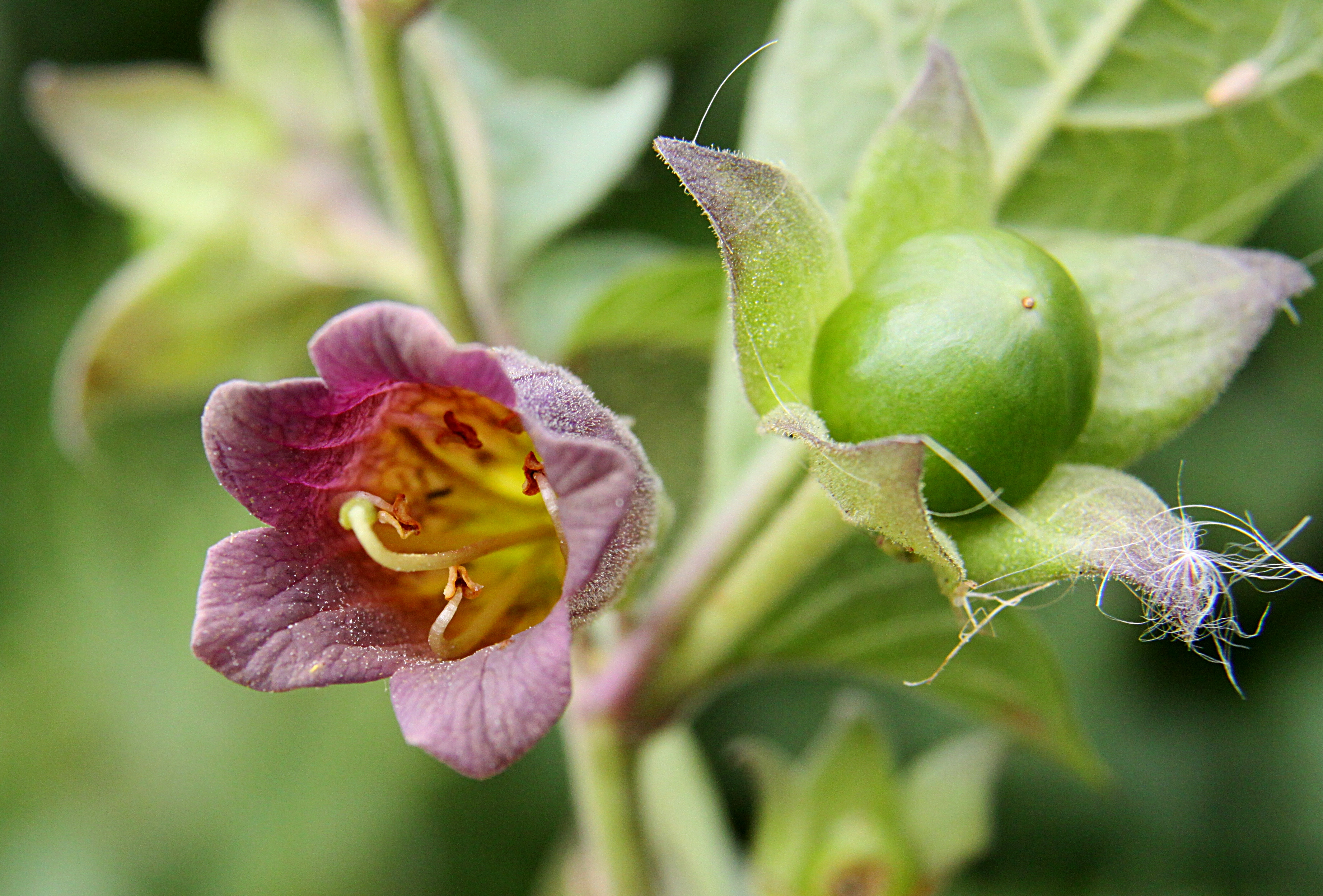
Fiore e bacca in formazione.

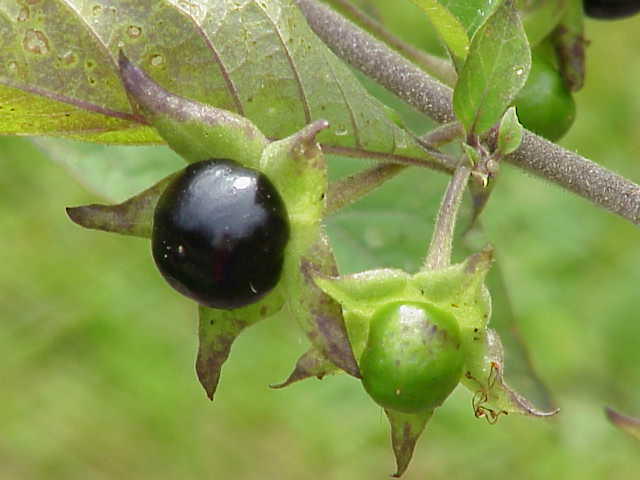
Bacche in vari stadi di maturazione

Pianta erbacea e perenne, dotata di un grosso rizoma dal quale si sviluppa un fusto robusto, eretto e ramificato, di altezza compresa tra i 70–150 cm. Le foglie sono semplici, picciolate, di forma ovale-lanceolata, alternate nella zona superiore a foglie più piccole; come il fusto, sono ricoperte di peli ghiandolari responsabili dello sgradevole odore emanato dalla pianta.
I fiori sono ermafroditi, ascellari e penduli; presentano un calice a 5 sepali ed una corolla a 5 petali di forma campanulata-tubulosa e di colore violaceo cupo; l'androceo è composto da 5 stami con antere molto sviluppate, il gineceo da un ovario biloculare con stilo unico e stigma bifido. La belladonna fiorisce nel periodo estivo e l'impollinazione è entomogama (tramite Insetti). I frutti sono lucide bacche nere, di piccole dimensioni, contornate dal calice che, durante la maturazione, si accresce aprendosi a stella.
Nonostante l'aspetto invitante e il sapore gradevole, le bacche sono velenose per l'uomo e l'ingestione può provocare una diminuzione della sensibilità, forme di delirio, sete, vomito, seguiti, nei casi più gravi, da convulsioni e morte.

## Distribuzione e habitat
Allo stato selvatico è presente in Europa, Nord Africa (Marocco e Algeria) e Medio Oriente, fino al Iran. In Italia è comune in tutta la penisola e nelle isole maggiori.
La belladonna cresce sporadica nelle zone montane e submontane fino ad una altitudine di 1400 metri. Predilige i suoli calcarei e i margini di boschi freschi e ombrosi, come le faggete.

## Usi

### Medicina accademica
In medicina dotta l'atropina isolata viene ancora usata come dilatatore di pupille e come miorilassante p. e. prima di interventi chirurgici.

#### Farmacognosia
Le foglie della belladonna contengono alcaloidi come atropina, scopolamina, L-josciamina, con un contenuto complessivo di min. 0,3%. Nelle radici raggiunge min. 0,5%.
L'effetto complessivo è parasimpatolitico / anticolinergico per via di un'inibizione competitiva del recettore del trasmettitore neuromuscolare acetilcolina. Questo antagonismo incide prevalentemente sull'effetto muscarinico (meno sul nicotinico, sui gangli e sul terminale neuromuscolare). L'effetto è quindi indirizzato al neurovegetativo parasimpatico periferico di muscolatura liscia e al sistema nervoso centrale:
- tratto gastrointestinale e biliare: cedimento di organi di muscolatura liscia e spasmolitico
- cuore: positivamente dromotropo e cronotropo
- bronchi: dilatazione, spasmolisi
- nervoso centrale: parasimapatico stimolante: effetti su tremore e rigidità muscolare (malattia di Parkinson)[7]

##### Indicazioni
Secondo la Guida all'uso dei farmaci del Ministero Italiano della Salute la belladonna è indicata sotto le voci di:
- Antiemorroidari lenitivi[8]
- Antimuscarinici[9]

Secondo la Commissione E del Ministero della salute tedesco, l'uso di Atropa belladonna è indicato contro:
- spasmi e coliche del tratto gastrointestinale e biliare

Secondo le esperienze fitoterapiche popolari è utile anche per alleviare le seguenti patologie:
- asma, dismenorrea,[10] tremore.

##### Controindicazioni
Disturbi di ritmo tachicardiaco, iperplasia prostatica, glaucoma, edemi polmonari acuti e stenosi meccaniche nel tratto gastrointestinale.

##### Effetti collaterali
- bocca secca e diminuzione del sudore
- (in sovradosaggio): disturbi di accomodazione, secchezza e rubor dermico, tachicardia, disturbi di minzione, allucinazioni e stati spastici.

##### Lesioni anatomiche
Non sono né caratteristiche né costanti; consistono generalmente in una congestione intensa dei polmoni, e dei visceri addominali, della retina, delle meningi e del cervello, associata ad emorragie: in un caso osservato da Rosenberg, il cervello, il cervelletto ed il midollo allungato presentavano numerosi focolai d'emorragia capillare.

##### Interazioni
Amplificazione degli effetti anticolinergici di antidepressivi triciclici, amantadina e chinidina.

##### Avvelenamento di atropina (solanacee)
Le dosi tossiche sono individualmente molto variabili. I bambini sono di solito più sensibili degli adulti.
I sintomi di un avvelenamento sono:
- mucose secche, difficoltà di lingua e deglutizione
- pupille midriatiche (aperte, senza riflesso) con paralisi di accomodazione e ipersensibilità del soggetto alla luce
- pelle secca e arrossata
- febbre, tachicardia
- atonia intestinale
- eccitazione centralnervosa (irrequietudine, confusione, ev. allucinazioni e spasmi)
- più tardi sonnolenza, coma e arresto cardio-respiratorio

#### Sintomi dell'avvelenamento
Insorgono per lo più molto rapidamente e sono caratterizzati da un senso di aridità, di secchezza e di stringimento nella bocca e nelle fauci, nausea e raramente vomito, midriasi con insensibilità delle pupille alla luce, ambliopia e poi amaurosi; andatura barcollante (gli ammalati sembrano ebbri e non possono tenersi in piedi); vertigini seguite da deliqui; occhi sporgenti, iniettati di sangue, sguardo fisso, stupido o truce; polso frequente, piccolo o pieno e duro; dispnea; emissione involontaria di feci e di orina (paralisi degli sfinteri). La pelle è calda, sede di prurito intenso, coperta d'un esantema scarlattiniforme. Nei bambini si notano ordinariamente trisma e convulsioni; negli adulti delirio gaio o furioso, con allucinazioni, seguito da coma, convulsioni, talvolta tendenza a mordere, morte per paralisi generale in 24-36 ore.
Nei casi non letali si osserva un lento e graduale miglioramento dei sintomi; talvolta insorge la febbre con profusi sudori, e la guarigione avviene dopo 4-8 giorni.
L'avvelenamento per atropina non si differenzia da quello per belladonna che per una maggiore rapidità di decorso.

##### Trattamento di avvelenamenti
- Diagnosi differenziale da bambini: malattie infettive
- Primo soccorso: svuotamento gastrico, fisostigmina. Cura come sindrome anticolinergico centrale

##### Cura
Emetici, purganti, pompa gastrica. Gli antagonisti dell'atropina sono principalmente la pilocarpina, la morfina e l'idrato di cloralio. La morfina è solo indicata nello stadio dell'eccitamento, e non in quello del collasso terminale: in questo periodo può usarsi l'idrato di cloralio, avvertendo però che il cuore viene maggiormente indebolito dal cloralio che dalla morfina. Non si dovranno pertanto dimenticare gli eccitanti (caffè, alcool, etere; ecc.) ed i rivulsivi cutanei (affusioni fredde sul capo, senapismi sul petto e sui polpacci ecc.).

### Medicina alternativa e complementare
In fitoterapia la belladonna è usata da tempo immemorabile dai medici per le sue doti spasmolitiche.

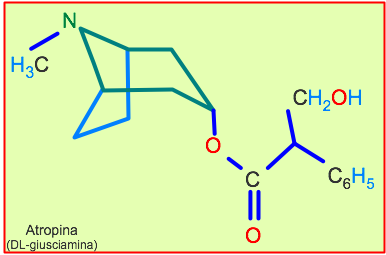
Struttura chimica dell'atropina

Il principio attivo della pianta è l'atropina o DL-giusciamina. Si trova in tutte le Solanacee: in dosi terapeuticamente rilevanti in Datura stramonium, Hyoscyamus niger, Solanum nigrum; in dosi più basse in piante coltivate come patate e pomodori.